# Y mañana será otro día
 Y mañana será otro día é uma telenovela mexicana produzida por Carlos Moreno Languillo para a Televisa e foi exibida pelo Las Estrellas de 16 de abril a 29 de julho de 2018, substituindo Sin tu mirada e sendo substituída por Quererlo Todo, esta que só foi ao ar em 2020, reativando o horário desligado na época.
É um remake de uma telenovela chilena de Cuenta conmigo produzida em 2009.
É protagonizada por Angélica Vale, Diego Olivera, Alejandra Barros e Luis Hacha; antagonizada por Ana Layevska, Ana La Salvia e Mauricio Abularach. Conta com atuações estelares de Fabián Robles, Diego de Erice, Fernanda Borches, Emmanuel Palomares e Florencia de Saracho e as primeiras atrizes Nuria Bages e Socorro Bonilla.

## Produção
As gravações se iniciaram em 21 de fevereiro de 2018, e foram concluídas em 12 de julho de 2018.
A novela marcou a volta de Angélica Vale às telenovelas da Televisa após 11 anos, quando protagonizou La fea más bella.

## Enredo
Diana (Alejandra Barros) e Camilo (Diego Olivera) são um casamento baseado no amor. Junto com seus quatro filhos, a família Sarmiento se complementa positivamente. Aparentemente, tudo é felicidade e nada é ruim ... até Diana ser diagnosticada com câncer de mama. Ao receber as trágicas notícias, ela procura a ajuda de Monica Rojas (Angélica Vale), a secretária de Camilo, que está profundamente apaixonada por seu chefe, para ajudá-la a encontrar uma nova esposa para o marido, se ela estiver ausente. Monica não apenas se encarrega de gerenciar a agenda particular de seu chefe, mas também o conhece perfeitamente - há mais de 20 anos - e desde então, Monica o anseia desde que chegou à Media Link.
Monica acabou de completar 40 anos e acredita que - o trem a está deixando - é por isso que, quando Diana descobre que está profundamente apaixonada por Camilo, Ele faz um acordo com ela para fazer seu marido se apaixonar e que ele e seus filhos não são deixados sozinhos. Monica não sabe se será a mesma que Diana, caso o pior aconteça e o câncer a consuma.
Nessa jornada, Monica conta com o apoio de Ximena (Florencia de Saracho), sua colega de quarto e melhor amiga, que a incentiva a conquistar Camilo. Os filhos de Diana e Camilo; Regina (Miranda Kay), acaba de descobrir sua gravidez iminente aos 17 anos e toma a decisão de colocá-lo para adoção; Cristóbal (Oliver Nava), um adolescente imaturo, começa a beber, por qualquer motivo, opondo-se a que seus pais não estejam juntos e se apoiem; Bárbara (Lizy Martínez), uma jovem que só pensa no dia do casamento com o homem de sua vida: Mauricio (Mauricio Abularach), um manipulador ambicioso que só quer o benefício da família Sarmiento; e finalmente Nico (Ari Placera), o caçula da família, um chantagista e garoto inteligente que adora ouvir as histórias de sua mãe.
Para Monica, se apaixonar por Camilo e até mesmo se aproximar do Sarmiento é um desafio, ela acredita que se não conseguir fazê-lo em 20 anos, menos ainda. Mas, mesmo que Diana sobreviva, ela pode ganhar Camilo?
Apesar das adversidades que possam surgir, Monica sempre vê o lado positivo da vida e afirma que - E amanhã será outro dia.

## Elenco
| Ator/Atriz           | Personagem                                                      |
| -------------------- | --------------------------------------------------------------- |
| Angélica Vale        | Mónica Rojas Araiza                                             |
| Diego Olivera        | Camilo Sarmiento Bedolla                                        |
| Alejandra Barros     | Diana Alcántara Lazcano de Sarmiento                            |
| Luis Hacha           | Iñaki de la Maza                                                |
| Nuria Bages          | Eugenia "Tita" Lazcano                                          |
| Fabián Robles        | Adrián Sarmiento Bedolla                                        |
| Ana Layevska         | Margarita de González                                           |
| Diego de Erice       | Manuel González                                                 |
| Florencia de Saracho | Ximena Carrera                                                  |
| Socorro Bonilla      | Isabela "Chabe" Castelar                                        |
| Estefanía Villarreal | Nora Solé Moreira                                               |
| Claudia Martín       | Dora Carrera Peña Flores / Lisa Castelar Sarmiento De Alcántara |
| Fernanda Borches     | Laura Alcántara Lazcano                                         |
| Emmanuel Palomares   | Rafael de la Maza Cervantes / Rafael Sarmiento Cervantes        |
| Ana La Salvia        | Almudena Cervantes                                              |
| Mauricio Abularach   | Mauricio Romero Cárdenas                                        |
| Andrea Escalona      | Lidia Peña Flores                                               |
| Miranda Kay          | Regina Sarmiento Alcántara                                      |
| Lizy Martínez        | Bárbara "Barbie" Sarmiento Alcántara                            |
| Chío Padilla         | Paloma Valenzuela Alcántara                                     |
| Oliver Nava          | Cristóbal Sarmiento Alcántara                                   |
| Ari Placera          | Nicolás "Nico" Sarmiento Alcántara                              |
| Leo Deluglio         | Ángel "El Killer"                                               |
| Chris Pascal         | Pablo Yáñez Elizondo                                            |
| Luis José Sevilla    | Luis Peña Flores                                                |
| Sergio Saldívar      | Dr. Juan San Martín Pérez                                       |
| Miguel Díaz-Morlet   | Armando                                                         |
| Alejandro Cervantes  | Fernando "Ferchi"                                               |
| Sergio Madrigal      | Damián                                                          |
| Latin Lover          | Entrenador                                                      |
| Paly Duval           | Javiera                                                         |
| Pedro Loforte        | Germán Botero                                                   |
| Jean Paul Leroux     | Patricio Valenzuela                                             |
| Arturo Vázquez       | Heriberto Zamudio "El Zancudo"                                  |
| Juan Verduzco        | Lic Solís                                                       |
| Macaria              | Mercedes Garza Ávila                                            |

## Audiência
Em sua primeira semana marcou média semanal 10 pontos, índice muito abaixo da meta. Ao longo de seus capítulos foi caindo. Bateu recorde em sua última semana, com 11 pontos, mesmo assim ficando abaixo da meta. Sua média geral foi de 9 pontos, se tornando um grande fiasco e ficando sem substituta.